# Derecho de superficie
El derecho de superficie se puede definir como derecho real temporal que comprende la facultad de construir sobre el suelo, sobre el vuelo o en el subsuelo de otro, con derecho a apropiarse de lo que ha sido construido en plazo. Por tanto, el derecho de construir no es solo eso, sino que también conlleva la potencialidad de hacer propia la obra edificada. En virtud del derecho de superficie el propietario del suelo, o dominus soli, constituye sobre este un derecho real a favor de un tercero, que adquiere de ese modo una parte del ius aedificandi que le faculta a levantar y mantener construcciones sobre la misma, o por debajo de ella. El Codice Civile italiano de 1942, en su artículo 952, regula el derecho real de superficie desde dos planos; por un lado el de considerarle derecho real de construir y por el otro el de la propiedad superficiaria.
Es preciso pues distinguir entre la propiedad superficiaria, es decir, la propiedad de una edificación, y el derecho de superficie, que es el derecho a tener y disfrutar dicha propiedad en terreno ajeno. En ese contexto jurídico no cabe duda de que el derecho de superficie constituye propiamente una derogación del derecho de accesión, pues por él coexisten sobre el mismo cuerpo del bien, los derechos del dominus soli o dueño del suelo, y del superficiario, titular del ius aedificandi, en estado puro -exteriorizado como derecho de superficie- y propietario de lo que se edifique en el futuro.

## Naturaleza jurídica
El derecho de superficie es un derecho real que comprende una serie de facultades, en favor de su titular, semejantes a las de la propiedad, con exclusión monopolística tal que exterioriza una naturaleza jurídica asimilable a la que se manifiesta en el [dominio]; así, por ejemplo, el derecho de superficie permite a su titular otorgar la escritura notarial de «declaración de obra nueva», que es el título dominical por antonomasia de las fincas nuevas adquiridas por «derecho de accesión», así como inscribir dicha escritura en el Registro de la propiedad, para servirse de la protección jurídica explícita de la presunciones registrales.

## Utilidad del derecho de superficie
Para eludir la necesidad de dividir una parcela, en la que se emprenderá un desarrollo inmobiliario por fases, el dueño de la parcela puede formalizar la escritura de declaración de obra nueva de la primera fase, y constituir un derecho de superficie comprensivo de toda la edificabilidad no consumida en la primera fase, para ser luego racionada progresivamente en la segunda y sucesivas fases proyectadas.

## Regulación en España
Sustantivamente lo regulan los arts. 53 y siguientes del Real Decreto Legislativo 7/2015, de 30 de octubre, por el que se aprueba el texto refundido de la Ley de Suelo y Rehabilitación Urbana, (TRLS-2015). Adjetivamente, lo relativo a su inscripción registral se contempla en el art. 16 del Reglamento Hipotecario, aprobado por Decreto de 14 de febrero de 1947. Es requisito constitutivo formal la referida inscripción en el Registro de la propiedad sin la cual el derecho de superficie será inexistente.

## Características
El derecho de superficie es un «derecho real temporal» y por ello, y por otros motivos, puede hallar la extinción en las siguientes causas:
- Por transcurso del plazo pactado e inscrito.
- Por resolución bilateral voluntaria del título constitutivo.
- Por abandono o renuncia del superficiario.
- Por otras causas (consolidación o confusión subjetiva, mutuo disenso, expropiación forzosa, etc.).

Asimismo, el derecho de superficie tiene carácter predial, pues solo puede constituirse sobre suelos, predios o divisiones de superficie terrestre.

## Extinción
En caso de extinción de la propiedad superficiaria puede solucionarse siguiendo el principio de la libertad de contratar. No obstante, en caso de no haberse previsto contractualmente, y teniendo en cuenta el carácter supletorio de las normas respecto de la voluntad de las partes, se deberá seguir lo dispuesto para el caso de la resolución del contrato por imposibilidad de la prestación, parcial o total, sin culpa o con culpa de alguna de las partes; según corresponda. Producida la extinción del derecho de superficie el derecho de accesión recupera toda su virtualidad y todo el ius aedificandi de la propiedad del suelo quedará unificado en el titular del suelo.
La consecuencia de la extinción del derecho de superficie es la adquisición de la propiedad de las construcciones por el propietario del suelo (el concedente de la superficie), quien debe reembolsar el valor de estos bienes al superficiario, salvo pacto distinto.